# 심상소학교
심상소학교(尋󠄁常小學校󠄁)는 오늘날의 초등학교에 상당한 과거 일본 제국의 초등 교육 기관이다.
메이지 유신 이후 1886년 4월 10일 제1차 소학교령 공포에 따라 설치된 소학교는 4년제 심상소학교와 4년제 고등소학교(高等小學校󠄁)로 이루어졌으며, 이 중 심상소학교의 수업 연한만이 의무교육으로 지정되었다. 본래 고등과를 병치하여 심상고등소학교를 운영하던 학교가 많았고, 1907년 공식적으로 수업 연한이 6년으로 연장되었다. 조선에는 일본인 학교에만 적용되다가 1938년 보통학교제 폐지로 전면 도입되었다.
1941년 국민학교령이 공포되어 일률적인 국민학교가 설치되고, 심상소학교과 고등소학교가 폐지되어 각각 국민학교 초등과와 국민학교 고등과가 되었다. 일본에서는 종전 이후 1947년 학제 개혁으로 국민학교 초등과는 소학교, 국민학교 고등과는 중학교로 개조되었다.
심상소학교 졸업자는 구제중등교육학교(구제중학교, 고등여학교, 실업학교)나 고등소학교에 진학할 수 있었다. 1936년 통계에 따르면 구제중등교육학교로 진학한 자가 21%, 고등소학교로 진학한 자가 66%, 진학하지 않은 자가 13%였다.

## 같이 보기
- 고등소학교
- 구제중학교